# Secretos de un matrimonio
Scener ur ett äktenskap (en español, Secretos de un matrimonio o Escenas de la vida conyugal) es una miniserie y, posteriormente, película sueca de drama psicológico escrita y dirigida por Ingmar Bergman. La historia retrata el matrimonio de Marianne y Johan quienes, después de varios problemas, finalizan su relación divorciándose pero manteniendo la relación.
Se rodó en 1973, con Liv Ullmann y Erland Josephson en los papeles principales, estrenándose el 11 de abril de 1973 en la televisión sueca. Obtuvo un considerable éxito internacional, incluyendo premios como el Globo de Oro 1975 a la Mejor Película Extranjera.

## Argumento
Este sumario del argumento corresponde a la versión completa estrenada en televisión. Los títulos en español de los episodios corresponden al subtitulaje del DVD editado por Zima Entertainment para la región 4. En la serie de televisión cada episodio terminaba con vistas de paisaje de Fårö. 
Primer episodio: Inocencia y pánico (Oskuld och panik). La historia comienza cuando una reportera de una revista femenina hace una entrevista superficial a Marianne y Johan con lo que se comienzan a notar algunas tensiones. Peter y Katarina, una pareja de amigos, asiste a una cena en casa de Marianne y Johan. Los invitados empiezan a pelear y hablar de divorcio durante la reunión. 
Segundo episodio: El arte de meter asuntos bajo el tapete (Konsten att sopa under mattan). Marianne intenta cancelar la cena dominical en casa de sus padres pero no puede rebatir los argumentos de su madre. Con ello se da cuenta de lo difícil que le resulta no plegarse a las expectativas ajenas. Johan coquetea, sin mucho convencimiento, con una compañera de trabajo que critica severamente su trabajo como poeta. Marianne, abogada, recibe en su oficina a una mujer que quiere divorciarse después de veinte años de matrimonio. Marianne y Johan hablan de su vida sexual para descubrir que Marianne no está interesada en mantener relaciones íntimas.
Tercer episodio: Paula. Johan llega a la casa veraniega del matrimonio antes de lo acordado con Marianne y responde fríamente a la afectuosa bienvenida de su mujer. Le confiesa lacónicamente que tiene una amante joven, Paula, y que se macha del país por un periodo indeterminado. Marianne está devastada y, en consecuencia, actúa de manera errática y contradictoria. Johan se marcha a la mañana siguiente. En su desesperación Marianne llama a una pareja de amigos buscando ayuda y tratar de detener la marcha de su marido. Sin embargo descubre que sus amigos ya están informados de la decisión.
Cuarto episodio: El valle de lágrimas (Tåredelen). Desilusionado con Paula, y aprovechando su ausencia por un viaje, Johan visita a Marianne quien le comenta que también tiene un amante. Hablan de divorcio después de que Johan revele que recibió una oferta de trabajo en Estados Unidos. Marianne considera que lo mejor es arreglar su situación antes de que él se marche. Johan intenta seducirla pero ella lo detiene con el argumento de que todavía lo quiere y que sólo saldría herida si mantienen una relación íntima. Le pide que se vaya, pero Johan vuelve, intentan hacer el amor, y Marianne confiesa que quiere dar una nueva oportunidad. Terminan por pasar la noche juntos sin sexo. A la mañana siguiente Marianne le muestra a Johan una carta en la que Paula le pide ser amigas.
Quinto episodio: Los analfabetos (Analfabeterna). Marianne acude a la oficina de Johan donde acordaron reunirse para firmar los papeles del divorcio. Marianne lo seduce y le confiesa que lo hizo para probarse a sí misma que ya no siente nada por él. Después de ello empieza una amarga discusión sobre la carga que resultaba para Marianne cumplir con las expectativas de su marido, sus familias y la sociedad. Johan admite que no quiere firmar el divorcio y se niega a firmar los papeles. Después de ello, Johan arremete contra ella, intenta no dejarla partir y después de una violenta pelea, cuando ella le pide la llave para ir al baño a limpiarse la sangre, Johan comienza a firmar los papeles culpabilizándose de la situación.
Sexto episodio: En plena noche, en una casa oscura (Mitt i natten i ett mörkt hus). Muchos años después del inicio de la historia Marianne visita a su madre, recién enviudada, y su madre le confiesa que siempre cumplió con su deber como esposa. Johan deja a su amante en turno para pasar un fin de semana con Marianne en una casa de campo. Ambos están casados y sus esposos han coincidido en las fechas del viaje. Marianne se conmueve al encontrar a Johan pequeño y vulnerable. Admite disfrutar el sexo con su marido de un modo en que nunca le sucedió con Johan lo que genera una profunda molestia en él. Marianne se despierta de una pesadilla y Johan y Marianne hablan del amor. Luego vuelven a intentar dormir.

## Reparto
- Liv Ullmann - Marianne
- Erland Josephson - Johan
- Gunnel Lindblom - Eva
- Bibi Andersson - Katarina
- Wenche Foss - Modern
- Jan Malmsjö - Peter
- Bertil Norström - Arne
- Anita Wall - Palm, periodista
- Rossana Mariano - Eva
- Lena Bergman - Karin, hermana de Eva
- Ingmar Bergman - Fotoperiodista
- Barbro Hiort af Ornäs - Jacobi

## Producción

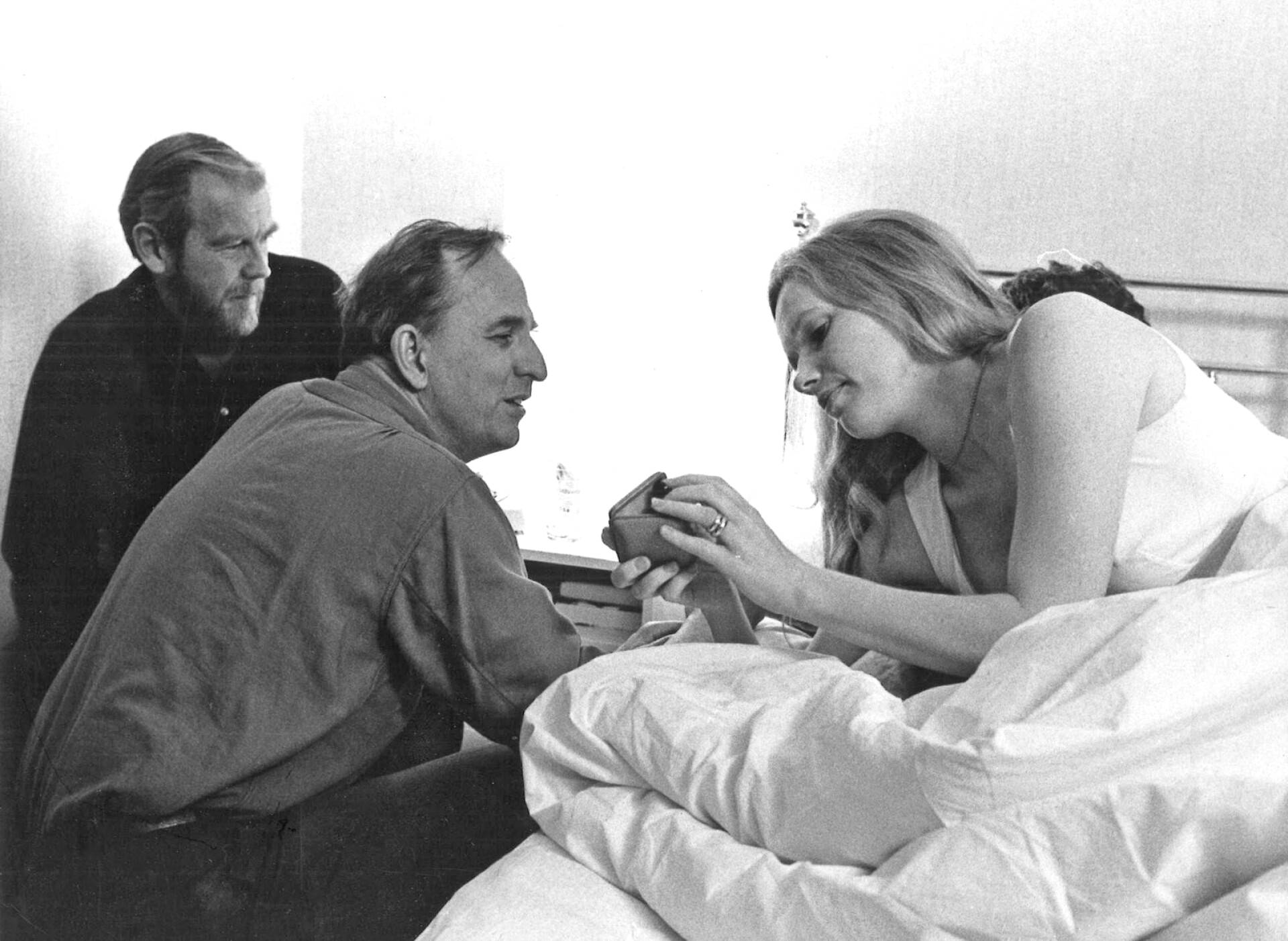
El director Ingmar Bergman junto a Liv Ullmann en el rodaje.

El presupuesto para la película fue de unos 150.000 dólares y fue rodada mayormente en la isla de Fårö (Suecia). 
En un principio Secretos de un matrimonio fue concebida y transmitida como una miniserie de seis capítulos, con una duración total de aproximadamente 295 minutos. Poco después Bergman realizó una versión de 155 minutos para su proyección en salas de cine. Una versión estadounidense de la miniserie completa puede conseguirse en DVD en una edición de tres discos de Criterion Collection que también incluye la versión corta.

## Acogida de la crítica
La película obtiene una positiva recepción en los portales de información cinematográfica. La revista Fotogramas la otorga una puntuación de 4 estrellas sobre 5.

"Versión reducida de una admirable serie televisiva, que pierde sólo una pequeña parte de su intensidad. A través de diversas fases, se analiza la rutinaria crisis de una pareja, penetrando con singular perspicacia en el interior de cada una de ellos. El resultado viene a ser una disección de sentimientos realmente notables."
Crítica de Fotogramas 

En FilmAffinity, con 5.022 votos, se le otorga una valoración de 8,2 sobre 10.

"Las reflexiones sobre la pareja, el matrimonio, el amor, el sexo, la convivencia, la soledad, la dependencia y el cariño son innumerables, es absurdo tratar de apuntarlo aquí. Sólo diré que nos encontramos en ellas, de una u otra manera está diciendo cosas que todos pensamos (sufrimos, hacemos...) en ocasiones, aunque llevado por supuesto al extremo (no quisiera verme una relación tan tortuosa). Incluso cosas que no vemos (pero que sí están) o no nos atrevemos a plantear muchas veces."
Crítica de Bloomsday en FilmAffinity 

En IMDb obtiene una valoración de 8,5 sobre 10 con 13.100 puntuaciones.

"Yo solía pensar que sabía una cosa o dos sobre el matrimonio, por el hecho de haber estado casada durante bastante tiempo, pero nada de lo que había experimentado me había preparado para una despiadada y profunda disección del matrimonio al estilo Bergman. Cuando conocemos a Johan y Marianne por primera vez llevan felizmente (o eso parece) casados diez años. Tienen dos hijas, todavía son jóvenes, atractivos, sanos, educados, acomodados y parecen amarse mucho. Pero a Bergman no le interesan las familias felices («todas las familias felices se parecen unas a otras»). Al igual que Tolstói, muchos años antes que él, Bergman explora la segunda parte de la fórmula: «cada familia infeliz lo es a su manera»."
Crítica de Galina en IMDB 